# Eerste Kasjmiroorlog
De Eerste Kasjmiroorlog was een oorlog om Kasjmir tussen India en Pakistan, die duurde van oktober 1947 tot januari 1949.

## Aanloop naar de oorlog
De prinselijke staten zoals Kasjmir werden bij de deling van India voor de keuze gesteld om zich aan te sluiten bij hetzij India, hetzij Pakistan. Ze kregen wel de raad om de aardrijkskundige en godsdienstige gegevens daarbij voorrang te geven. De maharadja Hari Singh twijfelde. Van de vier miljoen inwoners van Kasjmir waren er drie miljoen moslims. Op grond daarvan had hij voor Pakistan kunnen kiezen. Hij was zelf Hindoe. In 1931 was het volk al eens tegen hem in opstand gekomen en hij had dit bloedig neergeslagen. Ook nu waren Pathanen en Pakistanen Kasjmir binnengetrokken. Ze vochten samen met het AZK ”Azad Kasjmir” (vrij Kasjmir in het Urdu) tegen de regering van de Maharadja.
In Domel muitte het leger en sloot het zich aan bij de AZK. De Maharadja vroeg India troepen om de opstand neer te slaan. India antwoordde dat Kasjmir zich eerst bij India moest aansluiten. De maharadja ondertekende de aansluiting bij India op 26 oktober 1947. India liet meteen troepen overvliegen.

## Gevechten
Die troepen konden de plundering van Srinagar voorkomen. Kasjmir had twee hoofdsteden: Srinagar in de zomer en Jammu in de winter.
De troepen in Gilgit muitten.
Het AKZ nam Mirpur in en slachtte er de hindoes af.
De Indiërs lanceerden een tegenaanval in het zuiden en heroverden Jhanger en Rajouri. Het AKZ viel Uri aan en belegerde Skardu.
De Indiërs hielden stand in Jhanger. In de Kasjmir vallei heroverden ze Tithwail. Het AKZ belegerde Leh, nam Kargil in en versloeg een colonne die Skardu wilde ontzetten.
De Indiërs namen Keran en Gurais in. Ze sloegen een aanval tegen Tithwail af. Mata ul-Mulk belegerde Skardu en nam het in na artilleriebeschieting.
De Indiërs slaagden er niet in om Dras in te nemen.
De Indiërs namen de Zoji pas in met 11 M3 Stuart-tanks en heroverden Dras. De Pakistanen hadden op die hoogte geen tanks verwacht en dus geen antitankwapens meegezeuld.

## Wapenstilstand
De Indische eerste minister Jawaharlal Nehru vroeg de Verenigde Naties om tussen te komen. Een resolutie van 31 december 1948 riep op tot staakt-het-vuren. De volgende dag op 1 januari 1949 op nieuwjaarsdag trad het staakt-het-vuren in werking.
Pakistan moest zijn troepen terugtrekken en kreeg ongeveer 40% van Kasjmir. India kreeg de dichter bevolkte en vruchtbaardere 60% en mocht er troepen houden om de orde te handhaven.
Aan beide kanten waren 1500 mannen gesneuveld.